# María Miloslávskaya
La zarina María (o Mariya) Ilínichna Miloslávskaya (11 de abril de 1624-13 de marzo de 1669) fue la primera esposa del zar Alejo I y madre de dos zares Teodoro III e Iván V, así como de la regente Sofía Alekséyevna Románova.

## Biografía
Hija menor del boyardo y diplomático Iliá Danílovich Miloslavski y de su mujer Ekaterina Fiódorovna Narbékova, fue elegida por el zar Alejo I como esposa entre cientos de hijas de nobles. La elección fue patrocinada por el preceptor del zar, el boyardo Borís Morózov, quien se casó con una hermana de María. Otra de sus hermanas contrajo nupcias con el príncipe Dmitri Dolgoruki.
Estos matrimonios proporcionaron una gran influencia en la corte a Borís Morózov y al padre de María, quien aprovechó su posición entre 1648 y 1668, año de su muerte, pocos meses antes que su hija. María dio al zar trece hijos, de los cuales ocho llegaron a adultos: dos hombres, los futuros zares Teodoro III e Iván V, y seis mujeres, la tercera de las cuales fue la zarevna Sofía, regente durante el reinado de Iván V.
El matrimonio fue descrito como feliz. Durante el levantamiento de Moscú de 1648, que siguió a la boda, marchó con el zar a Kolomenskoye. En 1654 y 1660, concedió una audiencia a la reina georgiana Yelena Leonovna. Durante la peste en Moscú de 1654, María se trasladó con sus hijos y la corte a la abadía de Kalyazin.
En la antigua Rusia, hasta la adopción de los modos europeos en el siglo XVIII, el papel de la zarina era solo semipúblico pues se esperaba que las mujeres nobles permanecieran recluidas, con el menor contacto masculino posible. Las mujeres nobles y acomodadas en casa no socializaban con invitados masculinos: en fiestas y reuniones, les daban una ceremonial bienvenida y después se retiraban a sus aposentos. Se trasladaban en trineos y carruajes cerrados, e incluso las zarinas (reinas) y zarevnas (princesas) cuando asistían a la iglesia y procesiones, lo hacían bajo palios. Aun así, la zarina representaba el ideal femenino ortodoxo y, además de sus deberes religiosos, administraba al personal de la corte y participaba en eventos públicos religiosos y de caridad. María cumplió este papel esperado, participando en donaciones de caridad a los hospitales para pobres y discapacitados de Moscú, actuando como protectora del culto a santa María Egipciaca y favoreciendo al monasterio Sretensky moscovita.
Falleció el 13 de marzo de 1669 a causa de una sepsis puerperal tras un complicado decimotercer parto.

## Descendencia
A pesar de que su línea sucesoria se extinguió con su bisnieto Iván VI y sus hermanas tampoco tuvieron hijos, su prima Solomonida Mijáilovna Miloslávskaya se casó con Andréi Vasílievich Tolstói y fueron los antepasados de Lev Nikoláyevich Tolstói, conocido en español como León Tolstói. 
A principios del siglo XX el más anciano de sus descendientes obtiene del zar Nicolás II la autorización de usar sobre su propio apellido el extinto Miloslavski. Sus descendientes son hoy conocidos por el apellido Tolstói-Miloslavski.

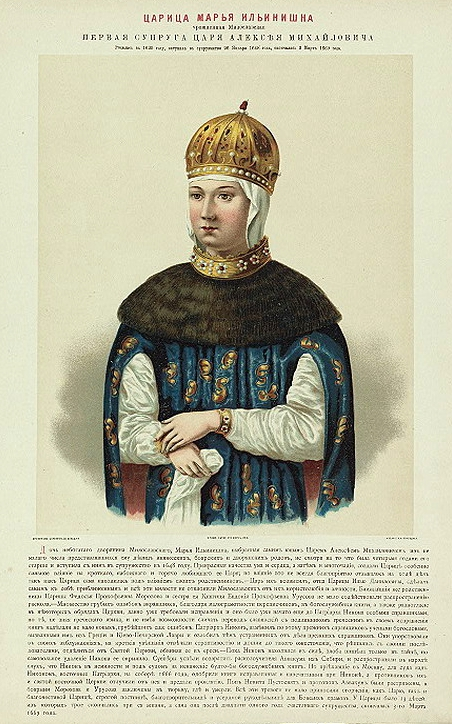
María Miloslávskaya, en una publicación del

- Datos: Q259907
- Multimedia: Maria Miloslavskaya / Q259907